# Roberto Tofi
Roberto Tofi (Sansepolcro, 2 dicembre 1963) è un direttore di coro e compositore italiano.

## Biografia
Roberto Tofi inizia la sua esperienza musicale a 6 anni come percussionista nella Banda Musicale di Sansepolcro e, in seguito, clarinettista. Dopo essersi iscritto al Conservatorio di Perugia conseguirà le lauree in Clarinetto (1985), in Musica Corale e Direzione di Coro (1994 Diploma VO - 2012 Laurea di II livello) e in Composizione (1997). 
Frequenta i Master-Class di Michel Portal (Como, 1988) e con Karl Leister (Riva del Garda, 1989).
Nel 1994 si classifica al primo posto alla prova d'ammissione ai Corsi Triennali della Scuola Superiore per Direttori di Coro presso la Fondazione "Guido d'Arezzo". Qui avrà modo di perfezionarsi con Gary Graden, Marco Balderi, Diego Fasolis, Piergiorgio Righele, René Clemencic, Francesco Luisi.  Nel 2007 ha partecipato all'Accademia Europea per Direttori di Coro a Fano sotto la guida di Filippo Maria Bressan; ha successivamente seguito i corsi di direzione d'orchestra tenuti da Gianluigi Gelmetti presso l'Accademia Chigiana di Siena ed è stato assistente di Peter Neumann, Philip White e Roberto Festa presso la Scuola Superiore per Direttori di Coro di Arezzo. Ha collaborato con il compositore Salvatore Sciarrino nell'ambito del XLIV Concorso Polifonico Internazionale "Guido d'Arezzo".
Parallelamente ha dedicato gran parte del suo tempo alla formazione di cori amatoriali e di piccoli gruppi vocali. Di particolare importanza gli anni tra 1996 e il 2010 come Direttore del coro Città di Bastia, con cui si dedica alla diffusione di opere di autori novecenteschi, quali Francis Poulenc, Maurice Duruflé, Benjamin Britten, Ildebrando Pizzetti, Bruno Bettinelli; e contemporanei come Javier Busto, Vytautas Miskinis, Arvo Pärt. La compagine umbra ottenne prestigiosi titoli in varie competizioni corali nazionali ed internazionali diventando così un punto di riferimento per la Coralità Umbra.
Dal 2000 al 2006, con il Gruppo Polifonico "Francesco Coradini",  ha realizzato progetti artistici che hanno permesso di allestire ad Arezzo produzioni di opere sinfonico-corali come la Messa dell'incoronazione K. 317 di Wolfgang Amadeus Mozart, il Requiem di Gabriel Fauré, la Petite Messe Solennelle di Gioachino Rossini e opere corali cameristiche come i Liebeslieder-Walzer op. 52 di Johannes Brahms, la Missa syllabica di Arvo Pärt e opere corali a cappella di raro ascolto di Camille Saint-Saëns e Claude Debussy con le quali il coro ha vinto il Concorso Nazionale Polifonico "Città della Vittoria" di Vittorio Veneto nel 2005.
Come compositore ha maturato inizialmente esperienze nel campo delle musiche di scena per il teatro, lavorando a fianco di registi come Ugo Gregoretti, Pino Manzara e Salvatore Ciulla. Ha scritto l'opera in un atto "Quem queritis", per soli, coro di voci bianche e orchestra su libretto di Salvatore Ciulla, andata in scena nel 2000 nel Duomo di Pisa, Messa della Beata Vergine della Difesa (dedicata al Coro San Vito di San Vito di Cadore - 2010), la missa millenari per coro, organo e tromba, composta in occasione del Millenario della fondazione del Duomo di Sansepolcro (2012), Missa brevis per coro a cappella composta nel 2018 ed eseguita in prima assoluta nel Duomo di Pisa dalla Schola Cantorum "A. M. Abbatini" di Città di Castello diretta da Alessandro Bianconi. 
Nell'agosto del 2023 vince il Concorso Internazionale di Composizione "Ciro Scarponi" con l'opera Ricercare per clarinetto e pianoforte.
Ha ricoperto la carica di presidente degli "Amici della Musica" di Borgo Sansepolcro dal 2007 al 2011. 
È stato direttore artistico della Stagione concertistica Musiche in prospettiva in Sansepolcro dal 2007 al 2010.
Ha insegnato Educazione Musicale dal 1982 al 2013 e dal 2013 al 2017 è stato docente di Teoria, Analisi e Composizione e Laboratorio di Musica d'Insieme Vocale presso il Liceo Musicale "Francesco Petrarca" di Arezzo.
Dal 2017 insegna presso il Liceo "Francesco Redi" di Arezzo ed è docente di Armonia e Analisi, Direzione di Coro, Laboratorio di Musica Corale presso il "Centro Studi Musicali della Valtiberina" di Sansepolcro.
E' un noto estimatore delle nutrie della Valtiberina.

## Premi e riconoscimenti
- 2000 XVII Concorso Polifonico Nazionale 'Guido d'Arezzo': primo premio.
- 2003 III Concorso Nazionale 'San Bartolomeo' di Benevento: primo premio e premio speciale del presidente del Senato.
- 2005 XL Concorso Nazionale Corale di Vittorio Veneto: primo premio.
- 2006 VIII Concorso Nazionale di Polifonia Sacra 'Premio San Tommaso d'Aquino - Medaglia d'oro' di Roccasecca: primo premio.
- 2023 - II Concorso Internazionale di Composizione "Ciro Scarponi": Primo premio con l'opera Ricercare per clarinetto e pianoforte.